# FC Olimpia Satu Mare
Az FC Olimpia Satu Mare egy román labdarúgócsapat, amelynek székhelye Szatmárnémetiben található. A csapatot 1921-ben alapították meg, az évek folyamán pedig kétszer is megszűnt, majd újjáalakult. A csapat otthona sokáig a Daniel Prodan Stadion volt, 2018 óta azonban a 6000 férőhelyes Stadioniul Someșulban játsszák hazai mérkőzéseiket.
A klub eddig mindössze hét szezonban szerepelt a román első osztályban: 1937–38, 1974–75, 1975–76, 1977–78, 1978–79, 1979–80 és 1998–99.

## Szurkolók
A csapat szurkolóinak nagy része Szatmár megyéből származik. A klubnak saját szurkolói csoportja van Peluza Olimpia 1921 néven. A klub drukkerei jó kapcsolatot ápolnak az FC Bihor Oradea szurkolóival, gyakran segítik egymást a másik csapat mérkőzésein.

## Sikerek
Liga II
- Győztes (3): 1973–74, 1976–77, 1997–98

- Ezüstérmes (2): 1935–36, 1980–81

Liga III
- Győztes (2): 1968–69, 2012–13
- Ezüstérmes (2): 1994–95, 2011–12

Liga IV – Szatmár megye
- Győztes (2): 2010–11, 2022–23

## Játékosok

### Jelenlegi keret
| #  |     | Poszt | Név                |
| -- | --- | ----- | ------------------ |
| 2  | ROU | V     | Raul Apai          |
| 3  | ROU | V     | Luca Estan         |
| 4  | ROU | V     | Angel Onea         |
| 5  | FRA | V     | Maxime Aidebe      |
| 7  | ROU | KP    | Alexandru Micle    |
| 8  | ALB | KP    | Ideal Shefqeti     |
| 14 | ROU | CS    | Theodor Ploeșteanu |

| #  |     | Poszt | Név           |
| -- | --- | ----- | ------------- |
| 16 | ROU | KP    | Sofian Țânțaș |
| 22 | ROU | KP    | Valentin Oneț |
| 23 | ROU | V     | Luca Feher    |
| 25 | ROU | V     | Mihai Gînță   |
| 27 | ROU | CS    | Emanuel Morar |
| 77 | ROU | KP    | Luca Coceriuc |
| 99 | FRA | KP    | Logan Marc    |

## Külső hivatkozások
- A csapat hivatalos oldala (román nyelven)